# 季布謝
49°26′21″N 25°5′1″E / 49.43917°N 25.08361°E
季布謝（烏克蘭語：Дибще）是位於烏克蘭西部特諾皮爾州裏特諾皮爾區的村莊，始建於1447年，面積1.92平方公里，2020年人口723，人口密度每平方公里435.4人。